# Битка на Палежу
Битка на Палежу била је једна од првих битака између српске војске под командом Милоша Обреновића и турске војске. Одиграла се код Палежа, данашњег Обреновца. Битка се завршила српском победом, заузимањем Палежа и његовим паљењем. Ова битка имала је велику стратегијску важност, будући да се код Палежа налазила скела преко које се ишло у Срем, па су устаници Милоша Обреновића имали за циљ заузимање скеле, како би могли да омогуће прелазак многих устаничких старешина које су пребегле у Срем после слома Карађорђевог устанка 1813. Такође скела је имала значај због даљег набавка муниције и барута од пречанских трговаца. Такође током овог боја Срби су успели да од Турака отму два топа, које су користили у бици на Љубићу. После битке Палеж је био спаљен.

## Ток битке
До неких српских старешина у Кличевачком шанцу доспео је глас да је 300 спахија дошло у тек ослобођени Палеж и заузело га и да се Срби нису могли одупрети, већ да доносе храну Турцима. Устаници тада одреде капетана Јовицу да оде са 100 коњаника до Палежа. Он је успут сакупио и нешто пешака ноћу код Грабовца, па се упути ка Палежу.
Кнез Милош Обреновић дође из Црнућа у село Удивица на Сави. Ту добије информацију да су војводе које су прешле из Срема очистиле претходно Палеж од Турака, али да су Турци по њиховом одласку ка Ваљеву дошли са око 300 спахија и заузели Палеж поново, и да у шанцу у Палежу топом контролишу насеље, а да је капетан Јовица дошао са војском да гони Турке. Милош из Ушћа крене ка Палежу, где се састане са капетаном Јовицом. Ту га Јовица извести о намери Молера да пређе у тадашњу Србију.
Тада се њих двојица договоре да се Милош тајно састане са Молером у Срему. Капетан Јовица тада испрати Милоша преко Саве у Прогаре на тајни састанак са Молером. Тада устаници почну да праве домуз арабе, свињска кола на која су закуцали даске ради заклона... Потом устаници крену ка Палежу и почну дозивати Турке, па опколе Палеж са јужне и западне стране и почну пуцати из пушака. Турци се тада поплаше, па почну бежати лађама. Једна претоварена лађа им потоне и тада погине 100 Турака. Такође им је потонуо и чето-кајник са топом. Оне Турке који су прешли Колубару дочекао је у бусији капетан Ђуро из Црвене Јабуке и све их потукао. Устаници су после извукли чето-кајик и лађу и искористили топ, за кога је Милош наредио да се изради лафет. Палеж је после битке био спаљен.]
Писмо о борби код Палежа 1815
| „ | За Палеж ако нисте чули, ми смо на Палеж јуриш учинили на Турке,што у Колубари утопили, што у шанцу исекли, што ли живе поватали.Мало који је утекао да каже како је било. Више од стопедесет глава смо одсекли и два топа на четокаику добили. | ” |